# Krestenica
Krestenica – wieś w Słowenii, w gminie Kanal ob Soči. W 2018 roku liczyła 33 mieszkańców.